# Ньето, Присцилла
Присцилла Ньето (фр. Priscilla Gneto; род. 3 августа 1991, Абиджан, Кот-д’Ивуар) — французская дзюдоистка, чемпионка и призёр чемпионатов Европы, чемпионка мира. Бронзовый призёр Олимпиады 2012 года.

## Биография
В 2012 году на Олимпийских играх в Лондоне в четвертьфинале проиграла дзюдоистке из КНДР Ан Гым Э (будущей чемпионке Олимпиады 2012 года), в борьбе за третье место победила кореянку Ким Гюн-ок и бельгийку Илзе Хейлен и завоевала бронзовую медаль в весовой категории до 52 кг.

## Выступления на Олимпиадах
| Олимпиада   | Дисциплина              | Место   |
| ----------- | ----------------------- | ------- |
| Лондон 2012 | дзюдо, женщины до 52 кг | 3 место |